# Nguồn sống
Nguồn sống (Biology resource-tài nguyên sinh học) là dạng vật chất hoặc vật thể trong môi trường sống mà không thể thiếu để cung cấp các điều kiện sống và sinh tồn cho sinh vật tồn tại, phát triển, duy trì, sinh sản trong điều kiện bình thường. Nguồn sống có thể được sinh vật sử dụng, tiêu thụ và do đó nó có thể trở nên không có sẵn/không còn đối với sinh vật khác thúc đẩy quá trình cạnh tranh. Đối với thực vật, các nguồn sống chính yếu là ánh sáng, chất dinh dưỡng, nước (nguồn nước) và nơi phát triển (giá thể). Đối với động vật, các nguồn sống thiết yếu của chúng chính là thức ăn, nước uống và lãnh thổ, không gian sinh tồn.

## Thành phần
Nguồn sống thiết yếu đối với thực vật: Thực vật trên cạn đòi hỏi các nguồn năng lượng (ánh sáng) để quang hợp và để hoàn thành vòng đời từ khi chúng nảy mầm, tăng trưởng, sinh sản và phát tán sinh sôi, cụ thể là:
- Carbon dioxide (CO2) là thành phần quan trọng giúp cho thực vật quang hợp để nhả ra dưỡng khí (oxy) và tổng hợp tạo ra các chất dinh dưỡng duy trì sự sống
- Microsite là một thuật ngữ được sử dụng trong sinh thái học để mô tả một túi bên trong một môi trường với các đặc điểm, điều kiện hoặc đặc điểm riêng biệt.
- Chất dinh dưỡng là các hợp chất quan trọng để duy trì sự sống và sinh trưởng cho thực vật, phần lớn thực vật sẽ tổng hợp trực tiếp chất dinh dưỡng từ các hợp chất tự nhiên.
- Thụ phấn là quá trình các loài thực vật thực hiện việc sinh sản, thông thường việc thụ phấn của thực vật sẽ gắn bó chặt sẽ với các loài động vật là côn trùng như ong, bướm, kiến, và các loài ăn mật, ăn phấn hoa.
- Phát tán hạt giống là quá trình nhân giống của thực vật để từng loài thực vật sinh sôi phát tán đi khắp nơi, cũng như việc thụ phấn, việc phát tán hạt giống của thực vật cũng sẽ được gắn bó chặt chẽ với các động vật, đặc biệt là các loài vật ăn hạt, các loài vật có tập tính tích trữ vô tình chôn các hạt cây xuống đất hoặc tha đi khắp nơi.
- Đất là nguồn sống không thể thiếu đối với các loài thực vật vì hầu hết các loài thực vật đều mọc từ giá thể là nền đất, đất cung cấp chất dinh dưỡng, nước, các điều kiện sống khác cho thực vật.
- Nước là nguồn sống không thể thiếu đối với hầu hết các loài thực vật ở các mức độ khác nhau.

Nguồn sống thiết yếu đối với động vật: Các loài động vật dựa vào các nguồn sống cụ thể để thực hiện và hoàn thành quá trình trao đổi chất (đồng hóa, dị hóa) và để hoàn thành chu kỳ mang thai, sinh nở, tăng trưởng và sinh sản (di truyền) của chúng, cụ thể như sau:
- Nguồn thức ăn là nguồn sống quan trọng hàng đầu của các loài động vật, vì đa phần giới động vật không tự tổng hợp được chất dinh dưỡng từ các nguyên tố cơ bản mà chúng cần quá trình tiêu thụ, chuyển hóa dạng năng lượng từ thức ăn, chính vì vật các loài vật muốn sống thì cần phải đi kiếm ăn để ăn và dành nhiều thời gian trong cuộc đời chúng để ăn nhằm cung cấp nguồn năng lượng cho hoạt động hàng ngày (điển hình là các loài ăn cỏ cở lớn). Các loài động vật ăn cỏ cần nguồn thức ăn thực vật dồi dào (các bãi cỏ), các loài dã thú ăn thịt cần lượng con mồi đông đúc (bãi săn), các loài ký sinh thì cần tìm thất vật chủ của chúng.
- Nước là nguồn sống thiết yếu của các loài động vật, hầu hết các loài vật cần phải uống/hấp thụ nước ở các mức độ khác nhau, nước giúp chúng giải cơn khát, tạo sức sống cho chúng, còn là nơi chúng tắm, đằm mình, nô đùa, còn đối với các loài thủy sinh/bán thủy sinh thì nước cũng chính là môi trường sống của chúng.
- Lãnh thổ của loài vật chính là không gian sinh tồn của chúng, ở đó chúng được tiếp cận các nguồn thức ăn (như bãi cỏ, bãi săn, bãi liếm khoáng), lãnh thổ cung cấp cho chúng nơi cư trú, trú ngụ, trú ẩn cho chúng là loài của chúng, giúp tránh nắng, mưa, tuyết, rét và các điều kiện bất lợi, khắc nghiệt của môi trường. Lãnh thổ động vật cũng chính là nơi chúng hiện diện, duy trì nòi giống thông qua các nghi thức giao phối (ví dụ như ở trường đấu loài vật, hậu cung động vật).

Nguồn sống và các quá trình sinh thái: Nguồn tài nguyên sẵn có đóng một vai trò trung tâm trong các quá trình sinh thái:
- Khả năng chịu đựng của một môi trường là kích thước quần thể tối đa của một loài sinh vật có thể được duy trì trong môi trường cụ thể đó, do thức ăn, môi trường sống, nước và các tài nguyên khác có sẵn.
- Cạnh tranh sinh học sẽ xảy ra khi nguồn sống, nguồn tài nguyên, không gian sinh tồn trở nên không đủ hoặc không có sẵn cho các loài hay cho các cá thể/các tập hợp cá thể của cùng một loài.
- Quy luật cực tiểu của Liebig, thường được gọi đơn giản là Quy luật Liebig hoặc Quy luật cực tiểu, chỉ ra rằng sự tăng trưởng được kiểm soát không từ tổng số lượng các nguồn tài nguyên sẵn có, mà bởi vì nguồn tài nguyên khan hiếm (yếu tố giới hạn).[7].
- Phân tách ngách hay phân vùng ngách đề cập đến quá trình các loài cạnh tranh sử dụng môi trường khác nhau theo cách giúp chúng cùng tồn tại[8].